# 武蔵関公園
武蔵関公園（むさしせきこうえん）は、東京都練馬区関町北三丁目にある練馬区立の公園である。ボート池を有し、石神井川が沿う（後述）。

## 概要
公園には富士見池があり、石神井公園・井の頭恩賜公園・善福寺公園の池と同じく、武蔵野台地の湧水などによってできている。ボートにも乗れて、桜の名所としても知られ、春になると花見客で賑わう。野鳥が多く生息し、カワセミも飛来することがある。また池に沿って石神井川が流れる（後述）。
西東京市（旧保谷市）との境界近くにあり、早稲田大学東伏見グラウンド（早稲田大学安部記念野球場、アメリカンフットボール場など）や東伏見アイスアリーナに隣接している。

## 沿革
- 大正時代 - 近くの若宮神社から名付けた若宮遊園として開園。以降、遊具施設などが整備される。
- 1935年（昭和10年）- 東京市が進める公園整備事業の一つとなり、41,000円の予算で17,600坪（うち池7000坪）の整備に着手[1]。このとき既に「武蔵関公園」と称されていた。
- 1938年（昭和13年）10月 - 武蔵野鉄道（現西武鉄道）と武蔵関公園建設協賛会から約1.4万坪が公園地として寄付され、東京市立に移管[2]。
- 1978年（昭和53年）4月 - 東京都から練馬区に移管[2]。

## 園内

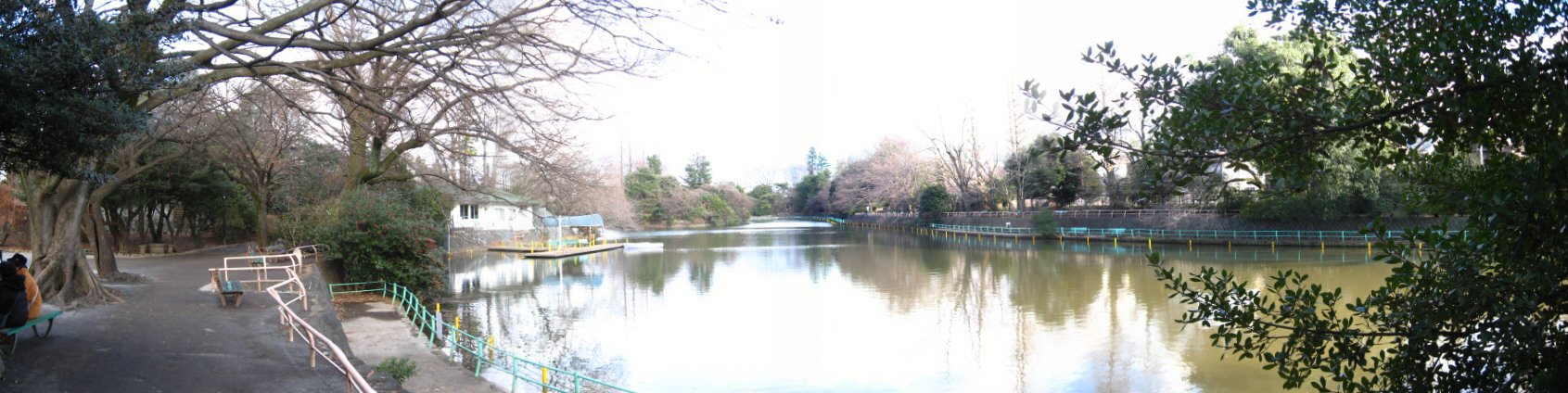
富士見池。普段はボート場だが、冬季は休業している。（2007年1月撮影）

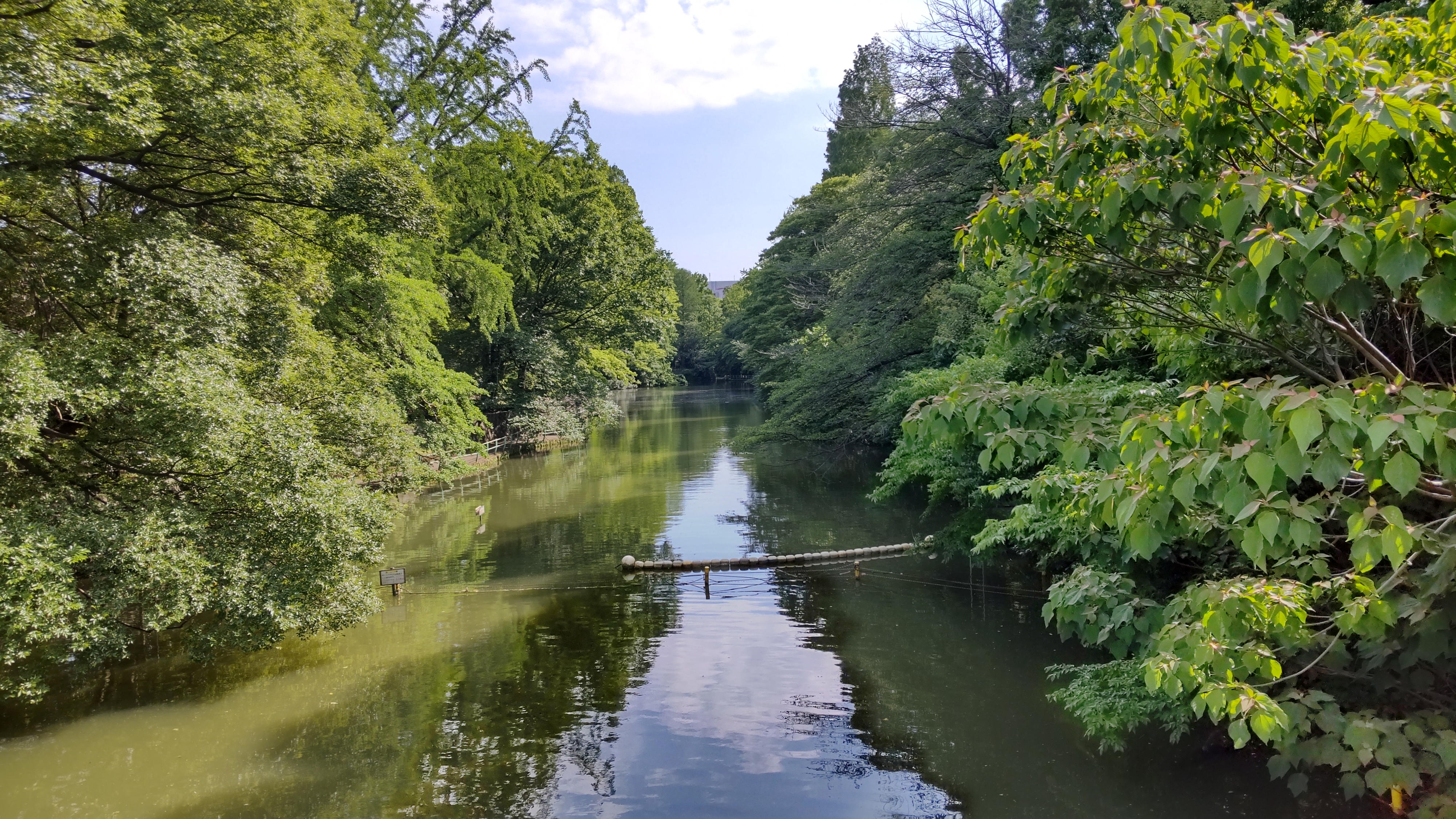
「富士見池」中之橋から南西（青梅街道、早大野球場）方面（2021年5月）

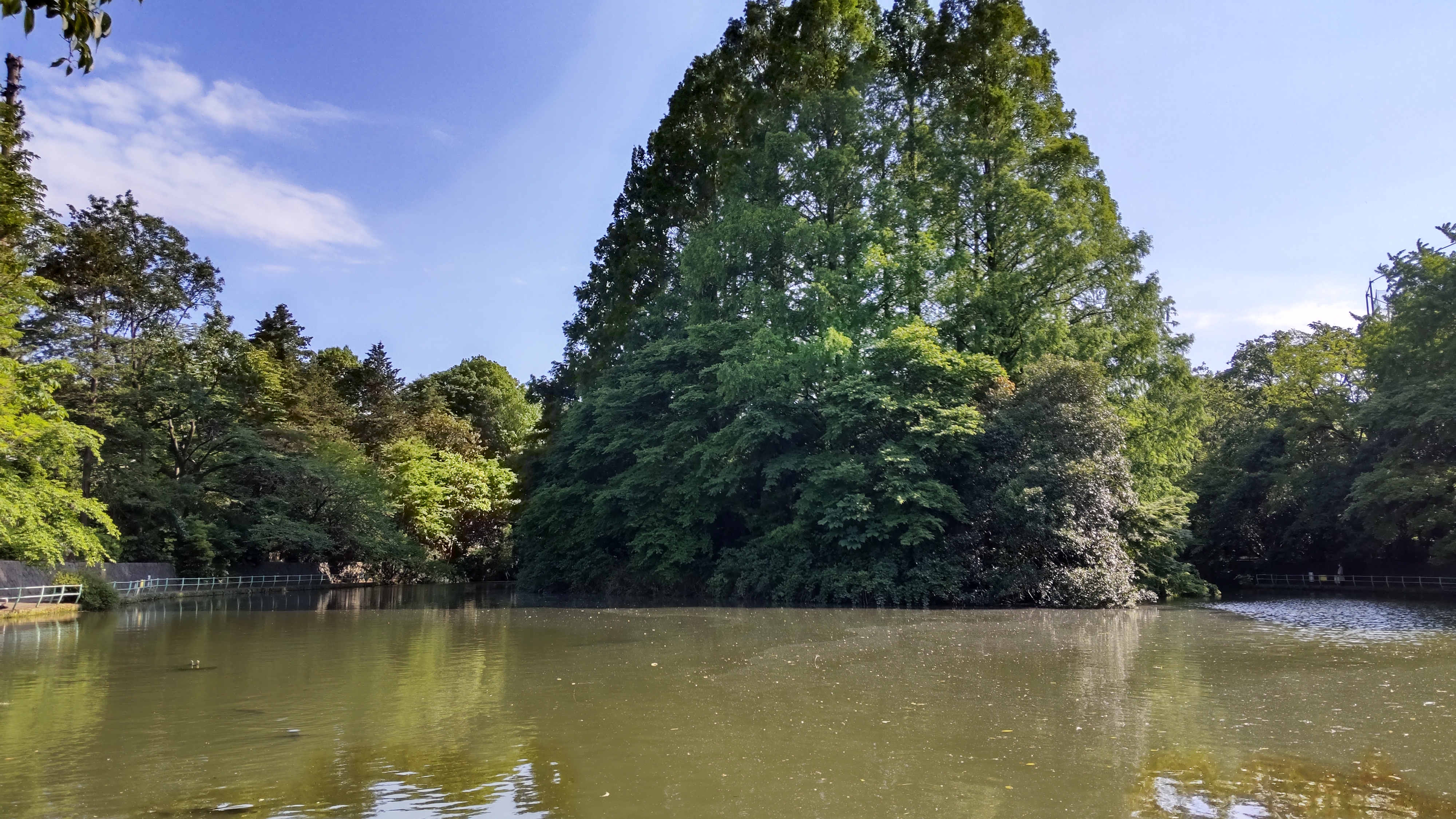
富士見池～芦の島～（2021年5月）

同公園および富士見池は南北に細長い形をしている。公園に占める池の面積が大きく、池の周りは広場、緑地などのスペースが限られている。公園の北西エリアにはボート乗り場、公園遊具・広場がある。公園の周りには広い遊歩道などはなく、民家が近接している。

## 富士見池
池の丁度中程に中之橋がかかり、北端には松の島、南端には芦の島という浮島がそれぞれ配置している（浮島には人は渡れない）。
現在の富士見池付近にかつて長さ60間から100間程（1間＝約1.8ｍ）の「関の溜井」があり、それが富士見池の元になった。またその湧水は石神井川に注いでいた。1978年（昭和53年）4月に東京都から区に移管されたが、その時には既に深井戸が掘られており、地下水の揚水によって池の水が確保されていた。また導入時期は不明だが、西隣の早稲田大学東伏見運動場（西東京市）敷地内からの湧水や、石神井川の水も池に導き入れている。富士見池はまた、石神井川増水時の調節池としての機能も併せ持つ。 

### ボート場
富士見池を利用したボート場。利用料金は一艘当りで設定されている。
- 営業期間 3月15日から11月30日
- 休業日 毎週月曜日（月曜日が祝日の場合は火曜日休業）
- 営業時間 午前9時30分から午後4時30分
- 利用料金（一艘当り）
  - 一般

30分200円/60分400円
  - 小・中学生および65歳以上75歳未満が含まれる場合

30分100円/60分200円
  - 未就学児および75歳以上が含まれる場合

無料

## 石神井川

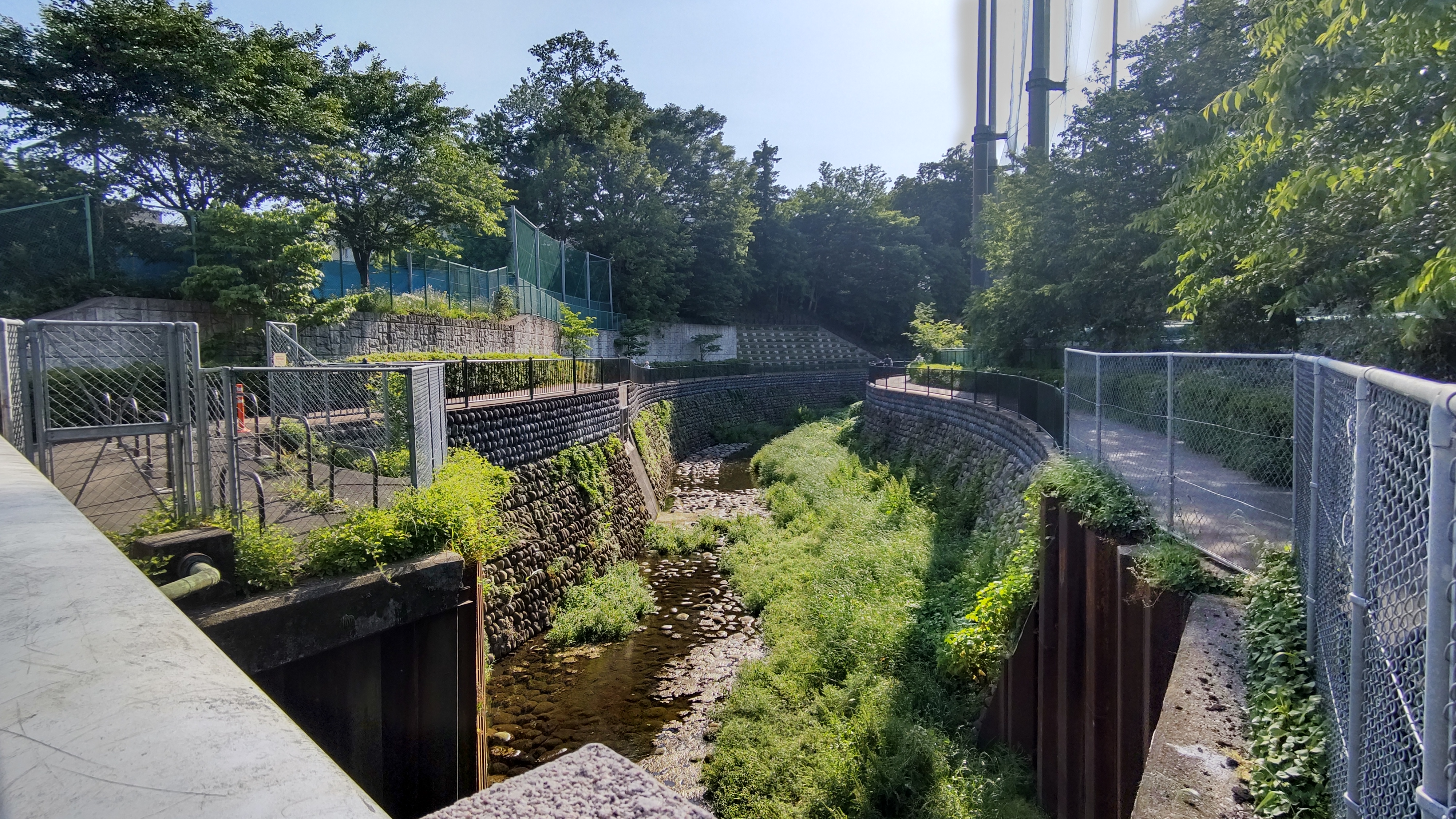
石神井川～溜渕橋から西（上流）方向（2021年5月）。同公園の上流は水量が少ない。

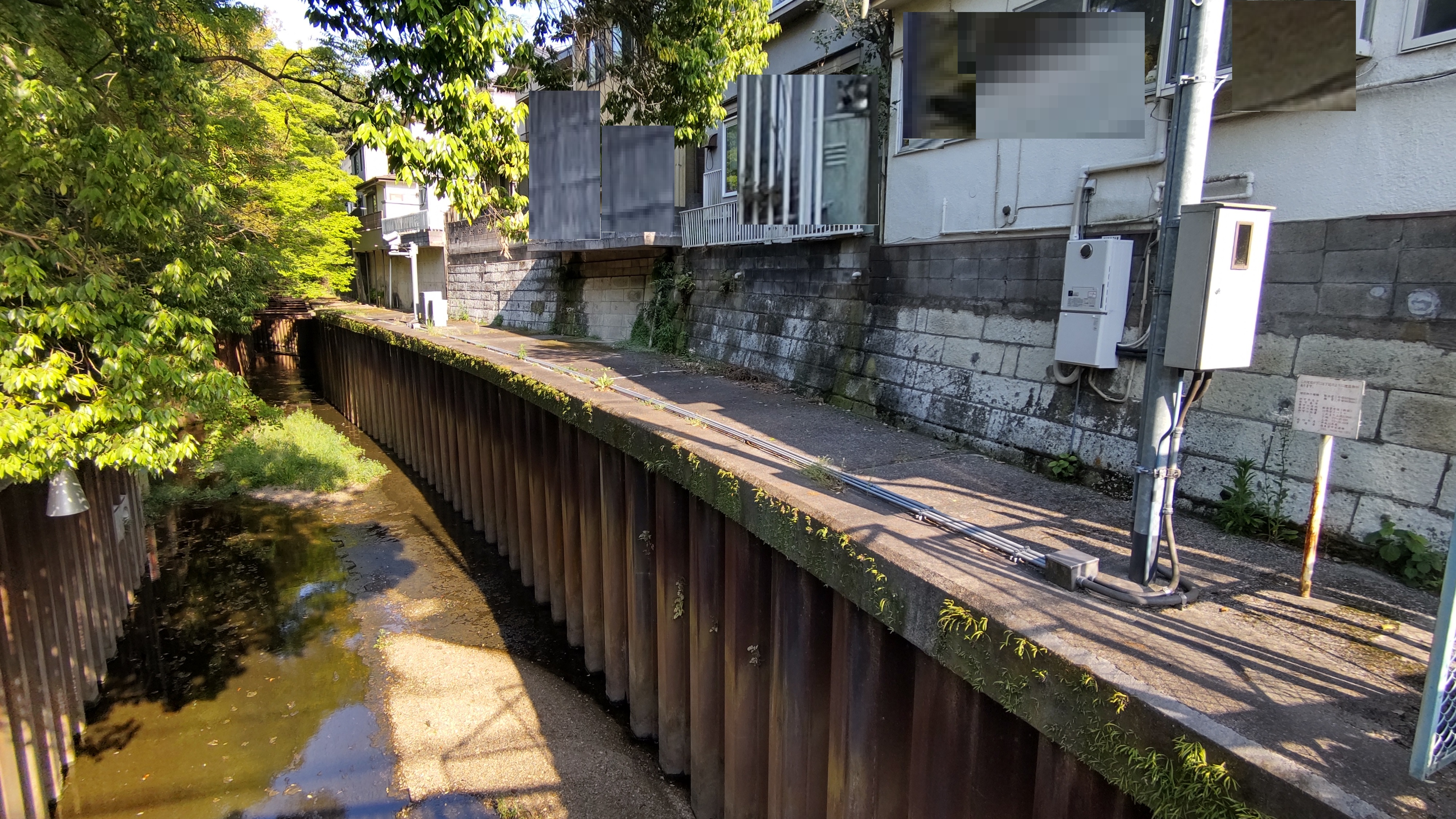
石神井川～溜渕橋から下流方向（2021年5月）。民家が迫っている。

富士見池の南側に沿って石神井川が流れていて、一部は池にも注いでいる。同川は武蔵関公園を下流に過ぎると水量が増すが、公園の上流は水量が少なく、冬季は枯れ川である。公園南西端の溜渕橋から上流数百mはせせらぎを確認できるが、その先は冬季は流れが消失している。また溜渕橋から上流は広く綺麗な煉瓦調の遊歩道が整備されているものの、下流は河道が狭い鋼矢板による柵渠で、なおかつ道路側はコンクリの高台にフェンスが立てられ、園内側からは植樹帯で視界を遮られ川の流れを感じるのは難しい。河道の拡大や緑の緩傾斜護岸化、遊歩道の整備が待たれるが、民家が近接しているため難しい。

## 交通
- 西武新宿線東伏見駅から徒歩5分
- 西武新宿線武蔵関駅から徒歩10分

## 公園周辺

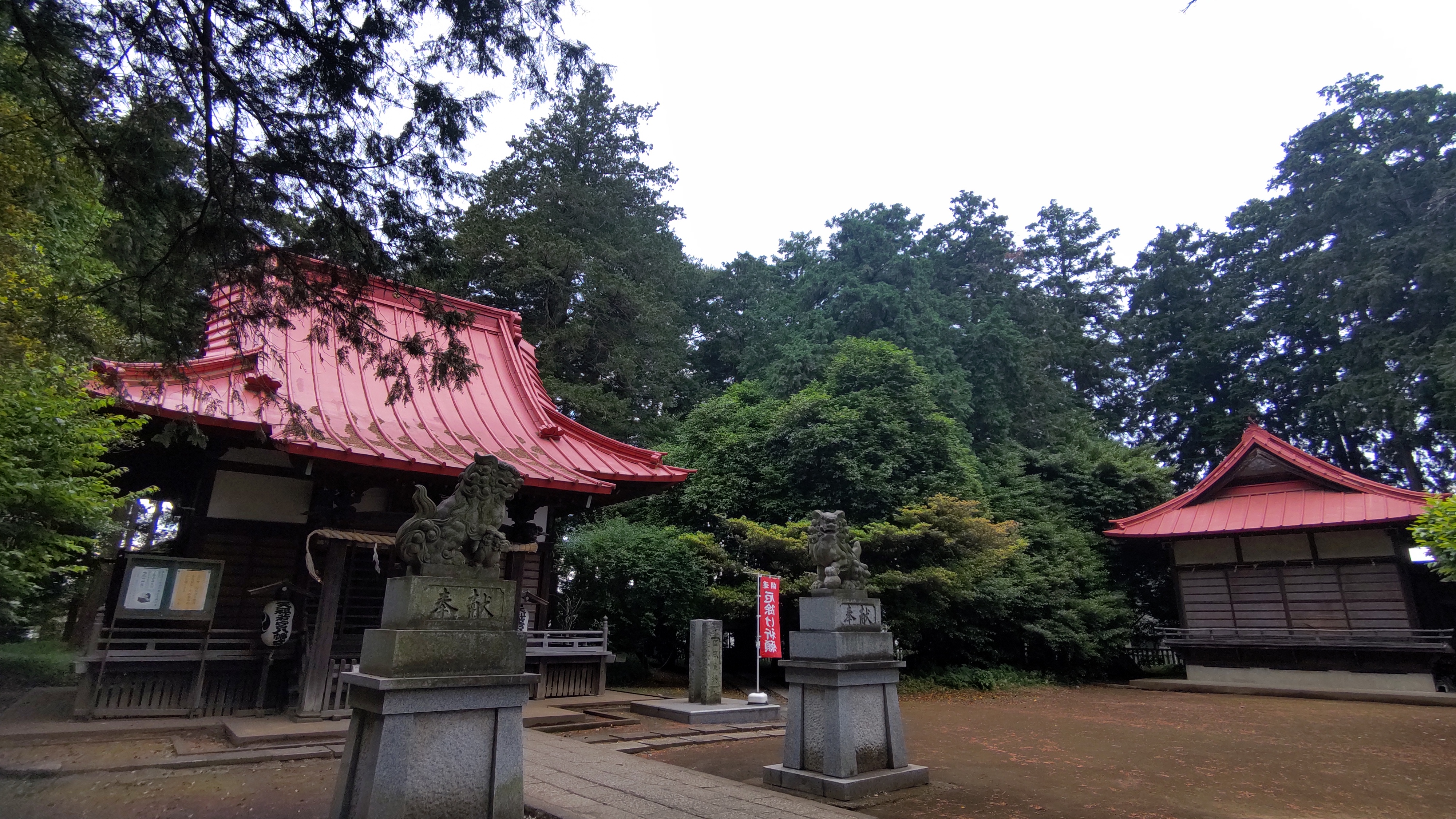
天祖若宮八幡宮

武蔵関公園は、早稲田大学東伏見キャンパスの安部磯雄記念野球場、アメリカンフットボール場、馬場、サッカー球技場などと隣接している。天祖若宮八幡宮や、復元竪穴建物がある下野谷遺跡公園も最寄りで同公園とともに武蔵野の緑を形成している。
- 早稲田大学東伏見グラウンド
- 天祖若宮八幡宮
- 下野谷遺跡公園
- 本立寺
- ダイドードリンコアイスアリーナ

など